# Moarves de Ojeda
Moarves de Ojeda es una localidad y también pedanía perteneciente al municipio de Olmos de Ojeda, en la comarca de Boedo-Ojeda de la provincia de Palencia, comunidad autónoma de Castilla y León, España. Está a 929 m s. n. m.

## Etimología
El topónimo «Moarves» procede de 'mozárabes', en referencia al origen de sus primitivos pobladores. Durante la Edad Media el nombre de la villa fue Moharabes.

## Demografía
Evolución de la población en el siglo XXI
| Gráfica de evolución demográfica de Moarves de Ojeda entre 2000 y 2020 |
|                                                                        |
| Población de derecho (2000-2020) según el padrón municipal del INE     |

## Historia
Durante la Edad Media pertenecía a la Merindad menor de Monzón , Meryndat de Monçon
A la caída del Antiguo Régimen la localidad se constituye en municipio constitucional que en el censo de 1842 contaba con 13 hogares y 68 vecinos, para posteriormente integrarse en Olmos de Ojeda .

## Patrimonio artístico
- Iglesia de San Juan Bautista: El monumento más importante de la localidad es la iglesia románica de San Juan Bautista, o San Juan de Moarves. Existe otra iglesia en la localidad vecina, San Pedro de Moarves, dedicada a San Pedro, que conserva algunos canecillos románicos.

## Galería de Imágenes

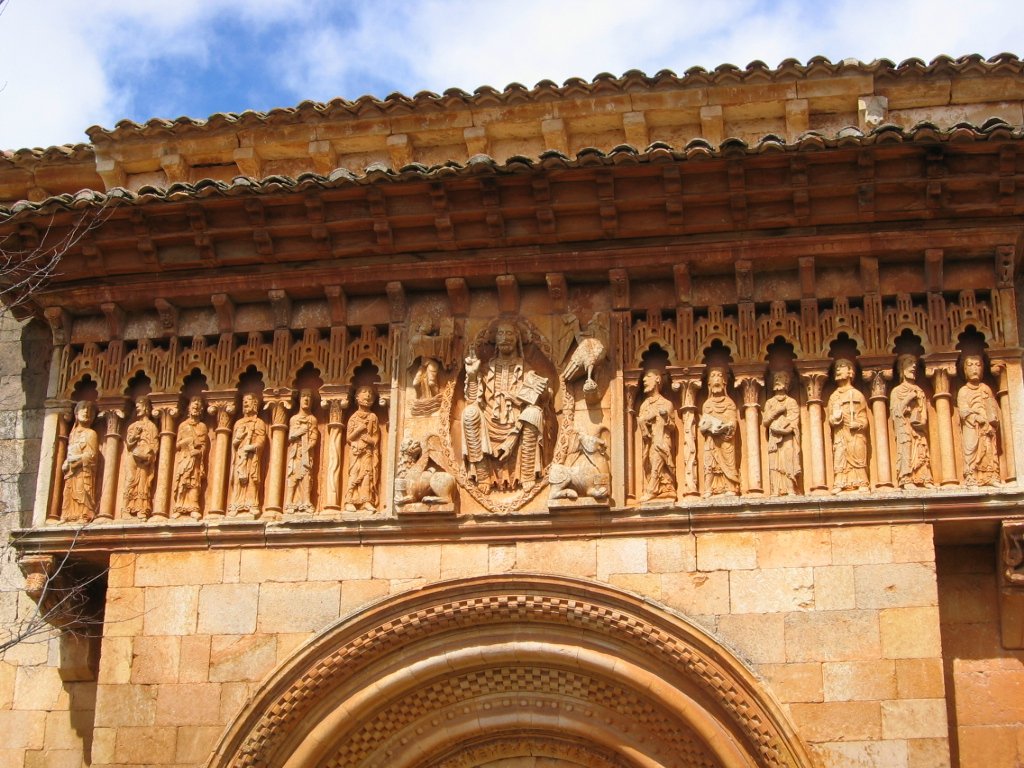
Pórtico.
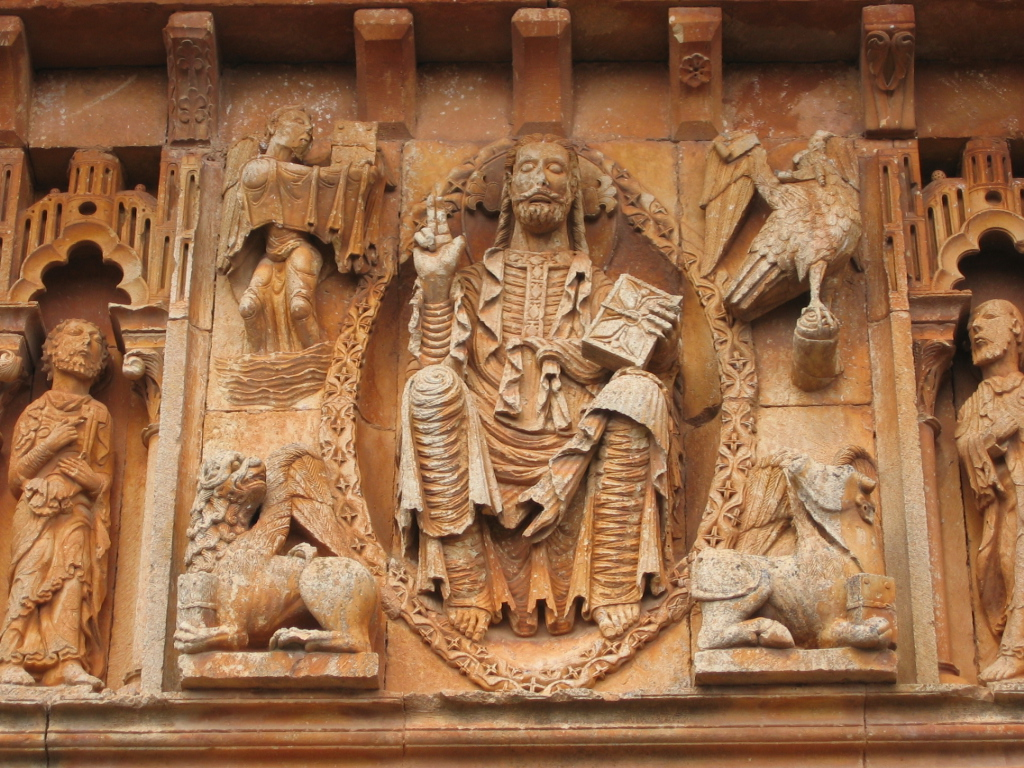
Detalle del Pantocrátor.
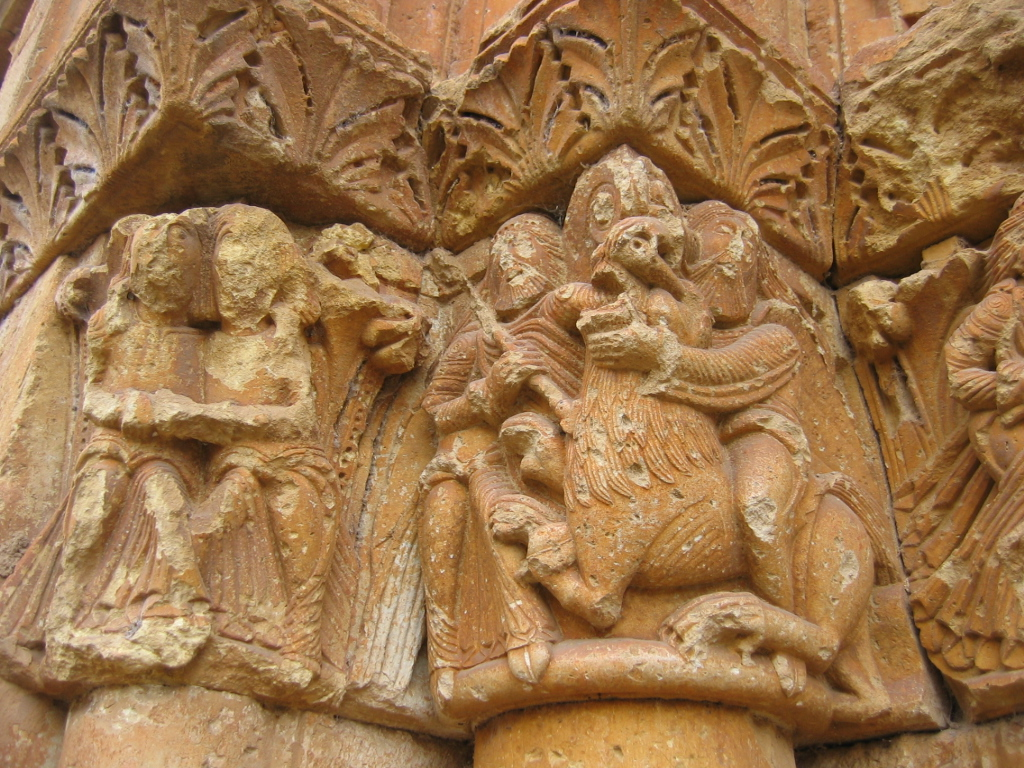
Detalle de Capitel con Sansón desquijarando al León.
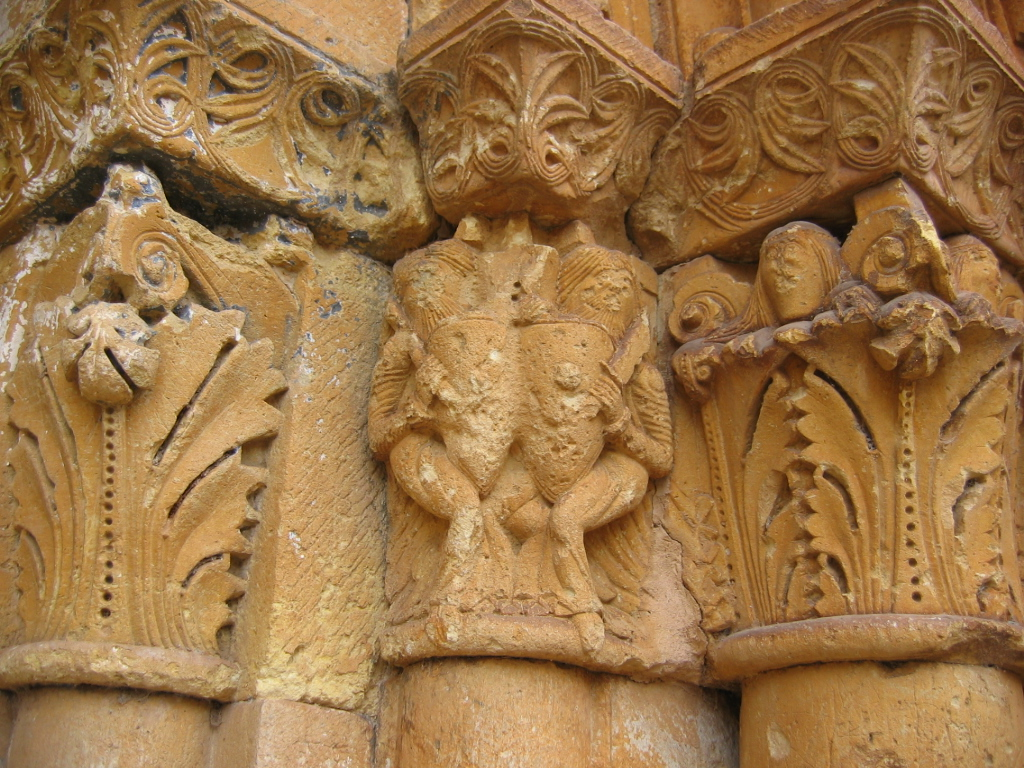
Detalle de Capitel con Guerreros.
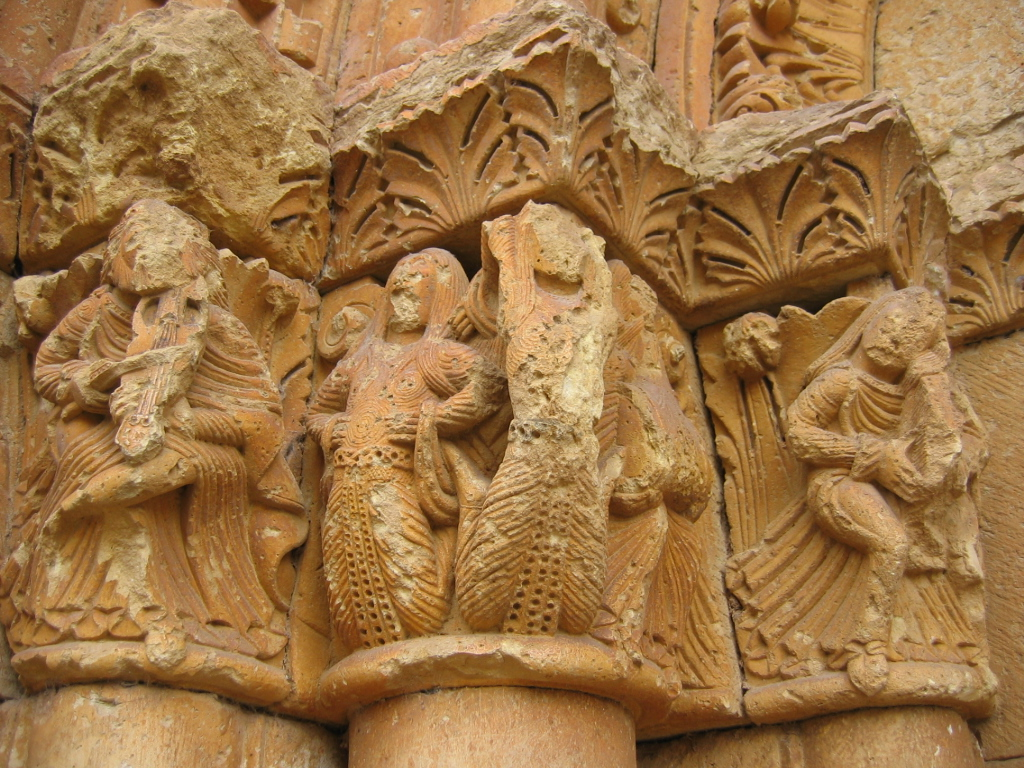
Detalle de Capitel con Bailarinas y músicos.
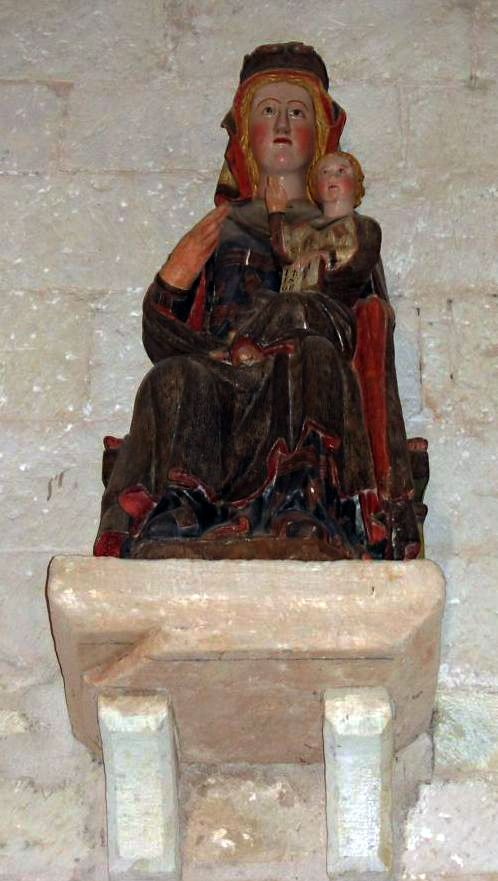
Virgen con el Niño en San Juan Bautista
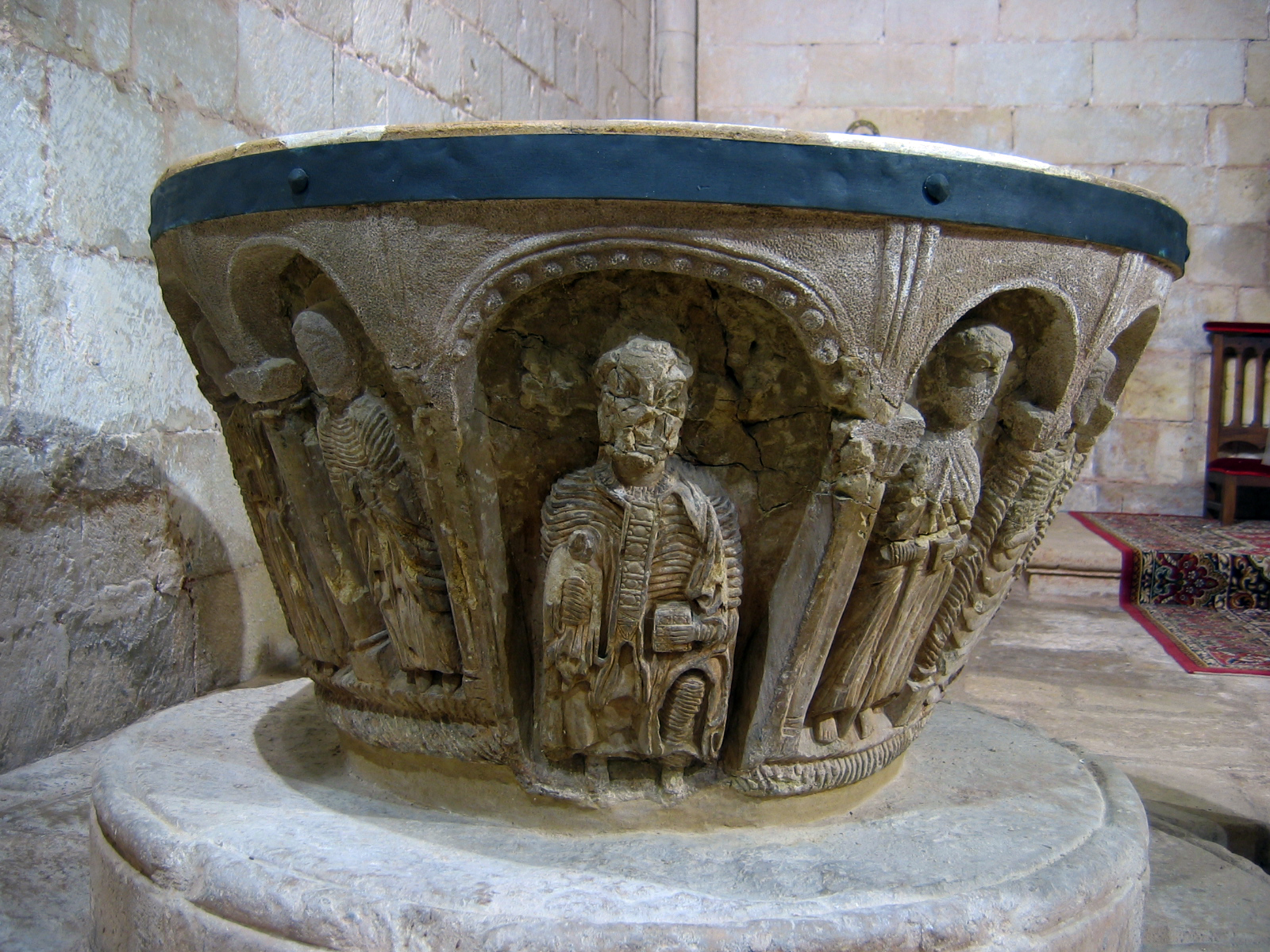
Detalle de Pila bautismal.
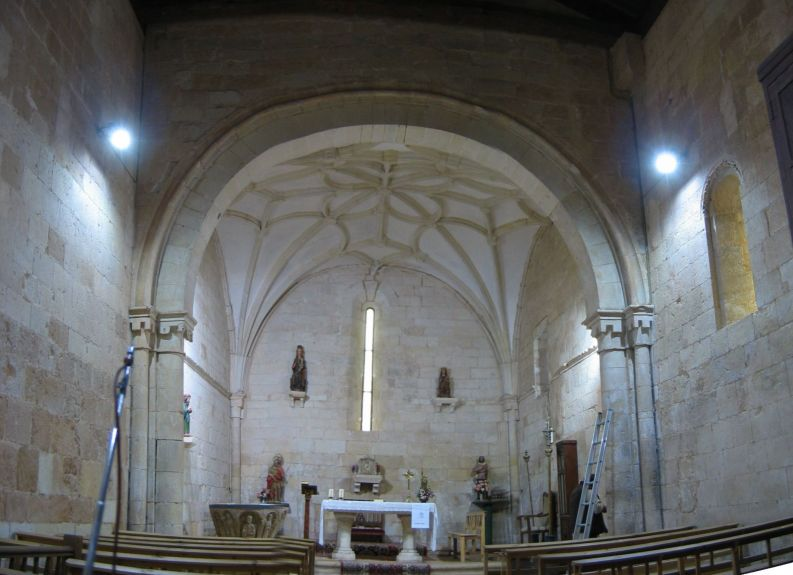
Interior de San Juan Bautista.